# 侠飯
『侠飯』（おとこめし）は、福澤徹三の小説シリーズ。2014年に文藝春秋より文庫書き下ろしで出版され、以降も書き下ろしで刊行されている。2016年には第1作がテレビドラマ化（#テレビドラマの説を参照）、漫画化（#漫画版の節を参照）された。

## 書籍情報
福澤徹三（文藝春秋〈文春文庫〉）
- 侠飯 2014年12月4日、ISBN 978-4-16-790248-3
- 侠飯2 ホット&スパイシー篇 2015年12月4日、ISBN 978-4-16-790508-8
- 侠飯3 怒濤の賄い篇 2016年8月4日、ISBN 978-4-16-790677-1
- 侠飯4 魅惑の立ち呑み篇 2017年7月6日、ISBN 978-4-16-790884-3
  - 電子書籍版には漫画版第1話と第2話も収録されている[1]
- 侠飯5 嵐のペンション篇 2018年7月10日、ISBN 978-4-16-791102-7
- 侠飯6 炎のちょい足し篇 2020年4月8日、ISBN 978-4-16-791475-2
- 侠飯7 激ウマ張り込み篇 2021年8月3日、ISBN 978-4-16-791737-1
- 侠飯8 やみつき人情屋台篇 2022年8月3日、ISBN 978-4-16-791919-1
- 侠飯9 ヤバウマ歌舞伎町篇 2023年10月11日、ISBN 978-4-16-792112-5
- 侠飯10 懐ウマ赤羽レトロ篇 2024年10月9日、ISBN 978-4-16-792285-6
- 合本 俠飯
1,2,3巻を合本したもの。電子書籍オリジナル[1]。
- 「俠飯〜おとこめし〜」公式レシピBOOK「メシにするか。」
テレビドラマ版に登場した料理のレシピをドラマのあらすじ、写真とともに紹介したもの。電子書籍オリジナル[1]。
- オーディオブック版「侠飯」
諏訪部順一が朗読を担当する。2020年9月25日よりAudibleにて配信開始[2]。

## あらすじ

### 侠飯
就職活動に難航しながらもそれほどやる気も出ない大学4年生の若水良太は、大学で模擬面接を終えた帰り道、自宅のマンションの前でヤクザの抗争に遭遇する。危うく車に轢かれそうになった上、銃撃戦に巻き込まれそうになるが、一方のヤクザの組長・柳刃竜一に庇われ、事なきを得る。柳刃の手下の男に「助けてやったのだから、ひとまずお前の部屋でやり過ごさせろ」と脅され、押しかけられてしまう。良太が恐怖に打ち勝つことができずにいると、柳刃はろくな材料がない中で手際よく料理を始め、おつまみと味噌汁を作り、手料理に飢えていた良太も思わず舌鼓を打ってしまう美味しさに驚く。外に探りに出ていた手下の男の報告により、柳刃が裏切りに遭ったことが判明するが、柳刃は「たとえ1人でも最後まで戦う」と宣言し、ヤクザが居候することになってしまう。

### 侠飯2 ホット&スパイシー篇
真鍋順平は情報サービス企業に勤務する28歳の独身。リストラ対象として追い出し部屋へ異動となる。順平は、ある日、左頬に大きな傷を持つ男が店長をしているランチワゴンと出会う。そこの昼食が実に旨い。

### 侠飯3 怒濤の賄い篇
渋川卓磨（27歳）は、ヤミ金業者の雇われ店長。上層部から、下町のあるヤクザの組長宅を地上げしろという指令を受けて、その組に潜入することになったが、成り行きもあって、行儀見習いとして住み込むことになった。その組長宅に左頬に大きな傷を持つ客人がいた。客人なのに厨房に立ち、作る料理は絶品だった。

### 侠飯4 魅惑の立ち呑み篇
国会議員秘書の藤堂旬一郎（28歳）は多忙な日々を過ごしていており、永田町近くの立ち呑み酒屋で店主の小梅に逢うことが心の安らぎだった。しかし、ある日、大手酒造メーカーの社員を自称する左頬に大きな傷を持つ柳刃と火野という2人の強面が、居酒屋チェーン展開の為の試作を名目に立ち呑み酒屋を手伝うようになる。この柳刃が作るつまみがやたらと旨いのだった。藤堂は小梅が2人に好意を抱かないか気が気ではない。そんな中、藤堂が仕える国会議員の不正献金疑惑も持ち上がってくる。

### 侠飯5 嵐のペンション篇
湯原和斗は奥多摩のペンションでアルバイトに就いている24歳のフリーター。宿泊客の1人、今宮葉月は未解決の5億円強奪事件について調べている。5億円強奪事件の時効もせまろうというときに、頬に傷持つ男が現れる。

### 侠飯6 炎のちょい足し篇
風見蓮太郎は27歳のひきこもり。毎日ゲームで遊んでいたが、蓮太郎は父の意向によって自立支援施設に無理やり入所させられる。退屈な施設の近所の食堂には頬に傷持つ男がいた。

### 侠飯7 激ウマ張り込み篇
乾正悟は新米刑事。薬物疑惑の芸能人の張り込みをしていたが、これに失敗。左遷におびえる日々を送っている。乾は何者かに拉致され、ヤクザの事務所に連れて行かれる。ヤクザの事務所にいた頬に傷持つ男は、警視庁の捜査官を名乗る。

## 登場人物

### 主要人物
柳刃 竜一（やなぎば りゅういち）
左頬に大きな傷がある。きれい好きで料理好き。普段は無口だが、料理のことになると饒舌になる。
火野 丈治（ひの じょうじ）
良太の部屋から出られない柳刃の身の回りの世話をする。

### 侠飯（第1作）
若水 良太（わかみず りょうた）
文学部4年生。就職が決まらず、少々焦りを感じている。
結城 春菜（ゆうき はるな）
良太の同級生。BL小説好きの腐女子だが、容姿は整っており、性格以外は良太の好みの女性。
塩之谷 洋介（しおのたに ようすけ）
良太の同級生。有名ベンチャー企業の社長を父に持つ。容姿はジャニーズ系、真っ赤なクラウン・アスリートを愛車に持つボンボンで、リア充の中のリア充であるため、あだ名は「リア王」。

### 侠飯2 ホット&スパイシー篇
真鍋 順平（まなべ じゅんぺい）
28歳。株式会社グローバルエッグズのマーケティング部勤務だったが、ある日突然「人財支援部」という名のいわゆる追い出し部屋に異動となる。
餅田 果苗（もちだ かなえ）
27歳。グローバルエッグズ総務部から人財支援部へ。時々、空（くう）を見つめてボーっとしていることがある。
麦島 信吾（むぎしま しんご）
55歳。グローバルエッグズ広報部課長から人財支援部へ。関西支社から単身赴任で転勤してきて間もない。
魚住 賢太郎（うおずみ けんたろう）
30歳。グローバルエッグズ営業部から人財支援部へ。
鉢元 隆（はちもと たかし）
人財支援部部長。
甘糟 大志（あまかす たいし）
グローバルエッグズ社長。35歳。父親が急逝し、後を継いだ。

### 侠飯3 怒濤の賄い篇
渋川 卓磨（しぶかわ たくま）
ヤミ金業「トング」店長。27歳。社員に金を持ち逃げされ、その代償に母方の祖父でヤクザの伊之吉に地上げ交渉をするよう命じられる。
渋川 伊之吉（しぶかわ いのきち）
渋川組の4代目組長。卓磨の祖父。84歳。非合法なビジネスに手を出さなかったため、ヤクザとしては虫の息状態だが、近隣住民からの信頼は厚い。
海老原 昇（えびはら のぼる）
渋川組代貸（組のナンバー2）。82歳。
豆藤（まめふじ）
渋川組組員。65歳。40年前に杯を受けて以降、新規の組員がいないため最年少。
飯田 梨江（いいだ りえ）
渋川組の近所の病院の看護師。24歳。伊之吉の体調を心配して、度々顔を出す。
桶谷 翔（おけたに しょう）
トングの見習い社員。21歳。
小薪 聖子（こまき せいこ）
トングの債権者。25歳。小学3年生の息子・柔斗（じゅうと）と2人暮らし。
炭岡 則文（すみおか のりふみ）
トング社員。22歳。童顔だが、サディスティックな性格で声に迫力がある。
荒柿 剛（あらがき つよし）
トングの上部団体で半グレ集団の「串刺連合」の幹部。
鮫塚 勝彦（さめづか かつひこ）
串刺連合のリーダー。顔は色白で細面だが、筋肉隆々の体格で、ルール無用の地下格闘技では無敗を誇る。

### 侠飯4 魅惑の立ち呑み篇
藤堂旬一郎
28歳。与党のベテラン衆議院議員・肝付泰造の公設第二秘書。
小梅
永田町近くで立ち飲み屋「チドリヤ酒店」を営む。
肝付泰造
ベテランの衆議院議員。

## テレビドラマ
『侠飯〜おとこめし〜』（おとこめし）のタイトルで、2016年7月16日（2016年7月15日深夜）の0:12から2016年9月24日（2016年9月23日深夜）の0:52まで、テレビ東京系の「ドラマ24」枠で放送されていた日本のテレビドラマ。主演は生瀬勝久。
2016年8月24日、前日にレギュラー出演していた高畑裕太の不祥事を受けて、第6話以降の出演が見合わせとなり、既に全話分収録済みだったが.、一部を撮り直して放送を行うことが発表され、オープニング映像からも高畑の映っていた部分が加工により修正・削除された他、放送終了後に番組公式サイトからも第3話・第5話の記述は削除された。またその後の再放送や番販および2016年12月14日発売のBlu-ray&DVD BOXも、高畑の出演シーンを全面的に割愛・修正した上で放送・販売されることとなった。

### キャスト

#### 主要人物
柳刃 竜一
演 - 生瀬勝久
ヤクザの柳刃組組長。組同士の抗争中がきっかけで、ひょんなことから良太のアパートで同居生活を始める。綺麗好きであり、料理が得意。良太が面接を受けた企業を「ブラック企業」と見抜くなど勘が鋭い所がある。その正体は極秘任務中の警察官であり、良太の部屋から張り込み捜査をしていた。
若水 良太
演 - 柄本時生
三流大学である湯島大学に通う就活生。ひょんなことから自宅アパートに柳刃をかくまう羽目になる。現在大学4年生で就職活動中だが、なかなか内定をもらえず焦りを感じている。
結城 春菜
演 - 内田理央
良太の同級生。ボーイズラブが好きな腐女子。
塩之谷 洋介
演 - 戸塚純貴
良太の同級生。実家がお金持ちでリア充。仲間内で唯一就活に成功している。
米倉 信也
演 - 高畑裕太
良太の同級生。アニメオタク。
TVでは5話まで出演したが、演じていた高畑裕太が不祥事を起こしたため第6話から登場しなくなったほか、テレビ東京系での本放送終了以降に放送するネット局での放送では一切登場しない。
牛尾
演 - 木下隆行（TKO）
交番勤務の警察官。鳥山の先輩。
鳥山
演 - 木本武宏（TKO）
交番勤務の警察官。牛尾の後輩。
火野 丈治
演 - 三浦誠己
柳刃組の舎弟。ひょんなことから良太のアパートで同居生活を始める。その正体は柳刃と同様、警察官であり彼と共に潜入捜査をしていた。

#### ゲスト
第1話
- 出版社の面接官 - 木下ほうか
- 氷川仁（山盛組幹部） - 小沢和義

第2話
- スーパーの店員 - ミスターちん
- スーパーの試食販売員 - 南久松真奈

第4話
- 酢田静香（アパートの大家） - 角替和枝
- カルロス（ブラジル料理店経営） - 植野行雄
- 一日警察署長 - 武田梨奈（特別出演）

第5話
- 玉井アキラ（山盛組組員） - 岩永洋昭
- サトウ（情報屋） - 上山竜治
- 幽霊 - 池下リリコ

第6話
- LOVEイリュージョン香川（恋愛トリックマスター著者） - 田中卓志（アンガールズ）
- アパレル関係出版社の面接官 - 小沢真珠

第7話
- 森ナミ（玉井アキラの恋人・キャバクラ嬢） - 佐津川愛美
- カオリ（キャバクラ嬢） - 岸明日香

第8話
- 熱海史郎（広告会社ホットエージェンシー社長） - 福士誠治
- 甘利文彦（甘利興信所所長） - 津田寛治（第9 - 最終話）
- 山盛組の取引相手 - 榊英雄
- 魚住次郎 - ラサール石井
- 山盛哲司（山盛組組長） - 渡辺哲

第9話
- 辛島由季（株式会社アドテイスト社長） - 森口瑤子
- 設計事務所社長 - 徳井優
- ホッピー談議の客 - 島津健太郎
- 不良学生たち - 多和田秀弥・尾中琴美

第10話
- 桃井 - 小沢仁志

### スタッフ
- 原作：福澤徹三
- 監督：榊英雄、山口雄也
- 脚本：根本ノンジ、清水匡
- 音楽：榊いずみ
- オープニングテーマ：エレファントカシマシ「i am hungry」（UNIVERSAL SIGMA）
- エンディングテーマ：wacci「歩み」（エピックレコードジャパン）
- 撮影：沖村志宏
- 美術：小澤秀高
- 助監督：加藤毅
- 製作担当：益岡正志
- ラインプロデューサー：氏家英樹
- チーフプロデューサー：浅野太（テレビ東京）
- プロデューサー：濱谷晃一（テレビ東京）、松本拓（テレビ東京）、近藤正岳、中野剛
- 制作監修：黒澤満
- 制作協力：ファミリーツリー
- 制作：テレビ東京、セントラル・アーツ
- 製作著作：「侠飯〜おとこめし〜」製作委員会

### 放送日程
括弧内は再編集版における話数。
| 各話              | 放送日  | サブタイトル                          | ラテ欄                                                                           | 脚本              | 監督     |
| ----------------- | ------- | ------------------------------------- | -------------------------------------------------------------------------------- | ----------------- | -------- |
| 第1話 （第1話）   | 7月16日 | 冷蔵庫の余り物で作る侠飯              | 組長は料理の名人!? 大学生とヤクザが同居 イワシ缶詰絶品料理&激うまピリ辛ネギ飯    | 根本ノンジ        | 榊英雄   |
| 第2話 （第2話）   | 7月23日 | ガツンとくる濃厚中華の侠飯            | ガツンとくる中華! 焦がし醤油チャーハン&激ウマ餃子 決め手は“大蒜”!?               | 清水匡            | 榊英雄   |
| 第3話 （欠番）    | 7月30日 | レトルトカレー×塩辛で絶品侠飯         | レトルトカレーで…激うま海鮮リゾット! 味の秘密は“塩辛”!? 最強! 鯖マヨ×冷奴        | 根本ノンジ        | 山口雄也 |
| 第4話 （第3話）   | 8月06日 | 特売肉がA5ランクに変わる侠飯          | 特売品の肉で極上のステーキを作る裏技! ポテト×コンビーフで最強つまみが誕生!       | 根本ノンジ        | 山口雄也 |
| 第5話 （欠番）    | 8月20日 | 火も包丁も不要!? 囚人の侠飯           | 火も包丁も不要…!? メキシコ発! 超簡単な“囚人”タコライス! 決め手はマヨネーズ       | 清水匡            | 山口雄也 |
| 第6話 （第4話）   | 8月27日 | パスタの代わりに!? 絶品侠のナポリタン | パスタよりうまい!? ナポリタン焼きぞば&超手抜きなのに絶品! (秘)玉ねぎポタージュ   | 根本ノンジ        | 榊英雄   |
| 第7話 （第5話）   | 9月03日 | 心に沁みる侠のしょうが焼き            | 絶品! 豚の生姜焼き 超柔らか&ジューシー 秘密は“ハチミツ”!? ピリ辛(秘)ポテサラ     | 清水匡            | 榊英雄   |
| 第8話 （第6話）   | 9月10日 | ミルフィーユ風 侠の極旨ハムカツ       | (秘)ミルフィーユ風!? ベーコン入りハムカツ レンジで簡単! 半熟卵のコーンポタージュ | 清水匠 根本ノンジ | 山口雄也 |
| 第9話 （第7話）   | 9月17日 | 弱さを知る夜...侠の蒲焼き丼           | 3分で出来る! 絶品さんま蒲焼丼! 秘密はふんわり“玉子とじ” 韓国海苔の(秘)ナムル     | 根本ノンジ        | 榊英雄   |
| 最終話 （最終話） | 9月24日 | 酒と泪と侠飯                          | 99%の人が驚いた…衝撃ラスト! 警察包囲で柳刃組長大ピンチ! 極上和牛(秘)すきやき     | 根本ノンジ        | 榊英雄   |

### ネット局と放送時間

#### 備考
高畑裕太逮捕を受け、系列外遅れネット局の内、テレビユー山形（TBS系列）は2016年8月26日（木曜深夜）から9月16日（木曜深夜）まで、仙台放送（フジテレビ系列）は2016年8月26日（木曜深夜）・9月2日（木曜深夜）、奈良テレビ（独立局）は2016年8月27日（金曜深夜）・9月3日（金曜深夜）、テレビ和歌山（独立局）は2016年8月28日（土曜深夜）・9月4日（土曜深夜）、びわ湖放送（独立局）は2016年8月29日・9月5日の放送をそれぞれ休止し（いずれも第4話・第5話）、仙台放送は9月9日（木曜深夜）から、奈良テレビは9月10日（金曜深夜）から、テレビ和歌山は9月11日（土曜深夜）から、びわ湖放送は9月12日から、テレビユー山形は9月23日（木曜深夜）からそれぞれ第6話から放送を再開した。2016年9月1日（水曜深夜）から放送予定だったIBC岩手放送（TBS系列）は本作の放送を中止し、2015年7月クール（IBCでは同年秋季）に放送された『初森ベマーズ』の再放送に変更した。福島中央テレビ（日本テレビ系列）と信越放送（TBS系列）は本作の放送を継続する。2016年9月27日（月曜深夜）からの北陸放送（TBS系列）、同年10月1日（金曜深夜）からのくまもと県民テレビ（日本テレビ系列）、同年10月3日（日曜深夜）からのBSジャパン、同年10月15日（金曜深夜）からの青森テレビ（TBS系列）、同年11月19日（金曜深夜）からの日本海テレビ（日本テレビ系列）で放送開始の5局は、高畑の出演シーンをカットし撮り直した再編集版を第1話から放送するものの出演シーンが多い第3話・第5話は欠番とした上で全8話に短縮となった。
| テレビ東京系 ドラマ24                                 | テレビ東京系 ドラマ24                                 | テレビ東京系 ドラマ24                                   |
| 前番組                                                | 番組名                                                | 次番組                                                  |
| ----------------------------------------------------- | ----------------------------------------------------- | ------------------------------------------------------- |
| ナイトヒーロー NAOTO （2016年4月16日 - 2016年7月2日） | 侠飯〜おとこめし〜 （2016年7月16日 - 2016年9月24日 ） | 勇者ヨシヒコと導かれし七人 （2016年10月8日 - 12月24日） |

## 漫画版
薩美佑の作画で『週刊ヤングマガジン』にて、2016年38号（2016年8月22日発売、講談社）から2018年46号（2018年10月15日発売）まで連載。
なお、漫画化されたのは原作の1巻部分であり、「侠飯2 ホット&スパイシー篇」以降は漫画化されていない。
- 薩美佑 『侠飯』 講談社〈ヤンマガKCスペシャル〉、全7巻
  1. 2017年2月6日発売[13]、ISBN 978-4-06-382910-5
  2. 2017年5月2日発売[14]、ISBN 978-4-06-382962-4
  3. 2017年8月4日発売[15]、ISBN 978-4-06-510085-1
  4. 2017年11月6日発売[16]、ISBN 978-4-06-510426-2
  5. 2018年4月6日発売[17]、ISBN 978-4-06-511095-9
  6. 2018年8月6日発売[18]、ISBN 978-4-06-512414-7
  7. 2018年12月6日発売[19]、ISBN 978-4-06-513836-6